# دای‌ماجین
دای‌ماجین (به ژاپنی: 大魔神 Daimajin) فیلمی در ژانر فانتزی و جیدای‌گکی است که در سال ۱۹۶۶ اکران شد.